# Артамонова, Дина Сергеевна
Ди́на Серге́евна Артамо́нова (1941—2008) — председатель колхоза «Красный Октябрь», депутат Совета Национальностей Верховного Совета СССР 11 созыва (1984-1989) от Коми АССР.

## Биография
Родилась 7 апреля 1941 года в селе Усть-Уса(ныне — Усинский район Республики Коми). В 1958 году окончила среднюю школу, в 1960-1965 гг. училась в Коми государственном педагогическом институте в Сыктывкаре. В 1965 году приехала работать в Кожвинскую среднюю школу преподавателем биологии и химии.
С 1970 года руководила школьным лесничеством, работа которого была отмечена золотой и малой золотой медалями ВДНХ СССР. Многие годы она возглавляла районное методическое объединение химиков и биологов, первичную организацию Охраны природы.
С 1984 по 1989 год была депутатом Верховного Совета СССР.

## Награды
Награждена почётными грамотами Министерства просвещения Республики Коми и РСФСР, ей присвоены звания «Заслуженный учитель Коми АССР», «Заслуженный учитель РСФСР», «Старший учитель».